# Stockholms sjukhem

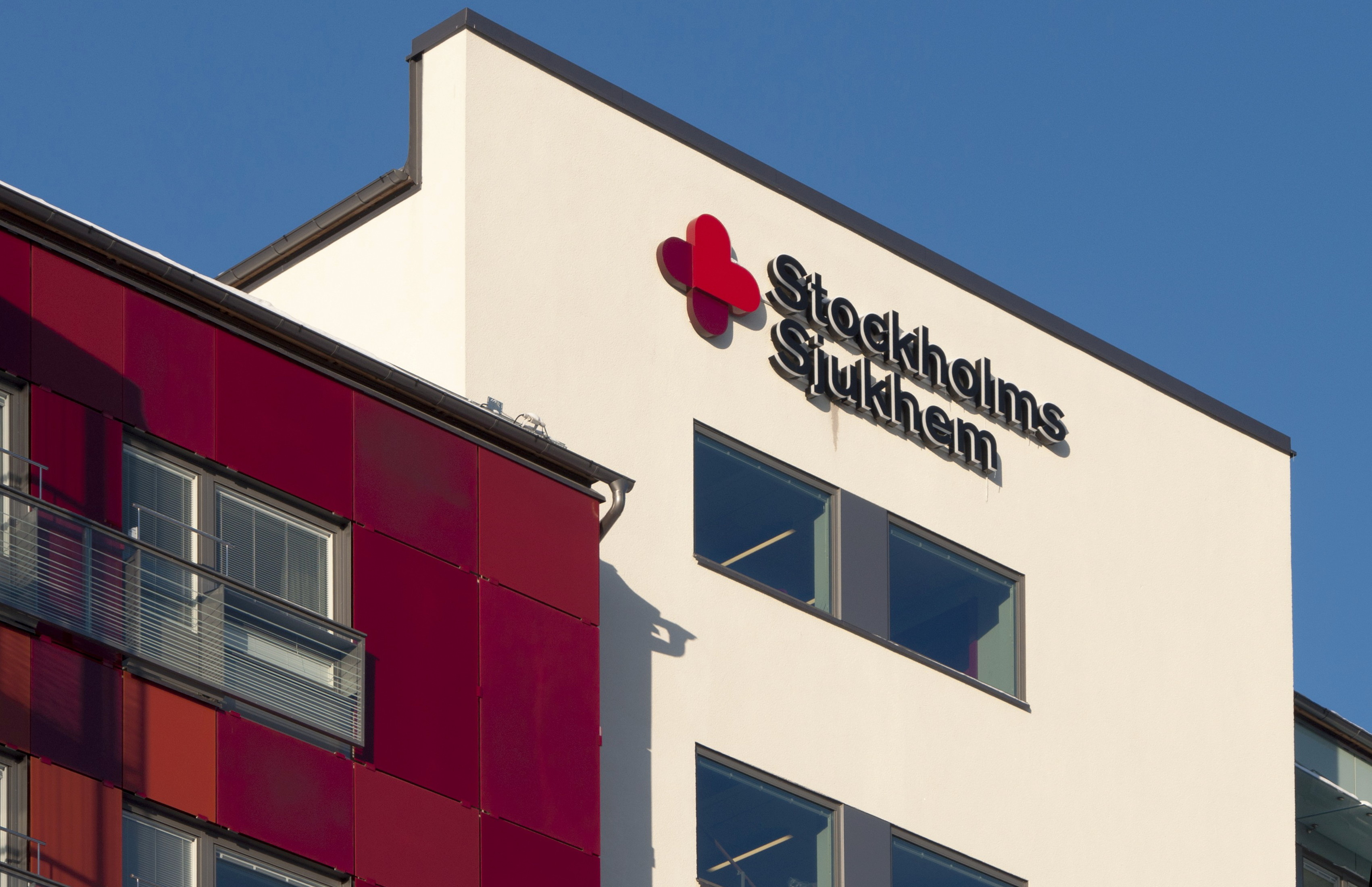
Stockholms sjukhem, detalj av byggnaden uppförd 2011-2013.

Stockholms Sjukhem är en idéburen vårdgivare grundad 1867. Sjukhemmet bedriver vård och omsorg utan vinstsyfte. Stockholms Sjukhem erbjuder ett brett vårdutbud av hög kvalitet  inom palliativ vård, avancerad sjukvård i hemmet (ASIH), geriatrik, rehabilitering och äldreomsorg. Stiftelsens verksamhet finns både i egna lokaler på Mariebergsgatan 22 vid Fridhemsplan på Kungsholmen i Stockholm och på Bromma Sjukhus. Den nuvarande verksamheten på Kungsholmen bedrivs i en byggnad från 1891 och i en nybyggd sjukhusdel från 1992 samt i den tillbyggnad, på omkring 20 000 m², som invigdes 2013. Den nya delen av byggnaden omfattar ett vård- och omsorgsboende med 102 lägenheter.

## Äldre historik

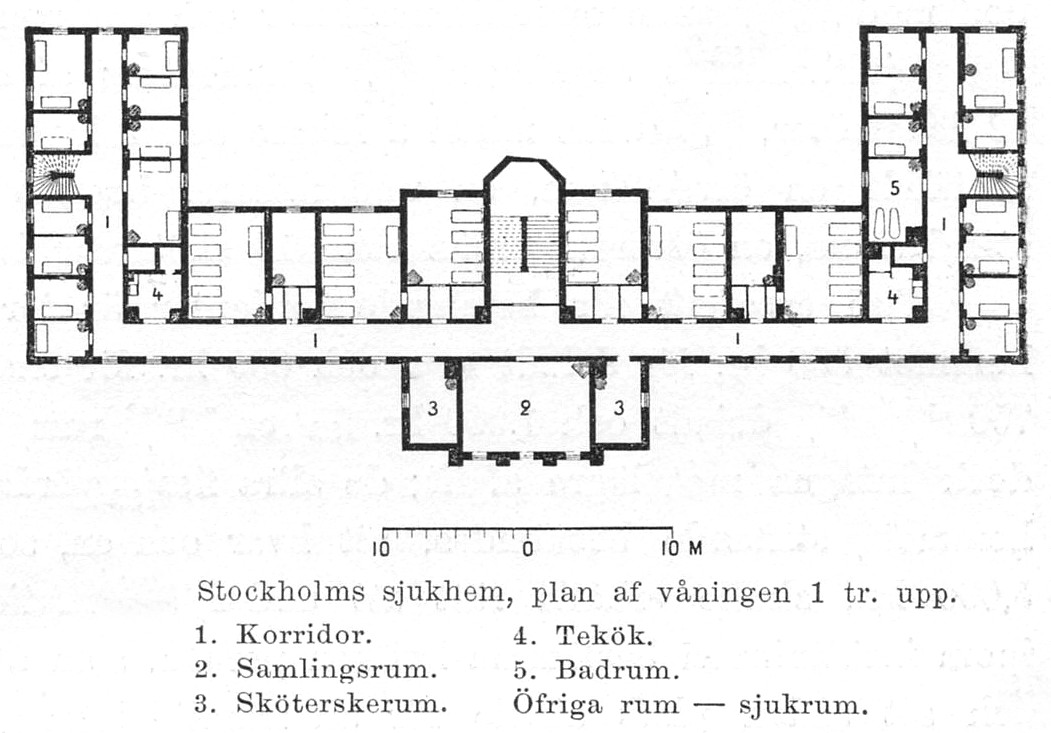
Planritning för sjukhemmet från 1891.

År 1860 tog Magnus Huss tillsammans med professorerna Carl Gustaf Santesson, Pehr Henrik Malmsten och Hjalmar August Abelin initiativet till en insamling för inrättande av en barmhärtighetsinrättning för vård av obotligt eller långvarigt sjuka fattiga personer. Året därpå inköptes södra delen av sjukhusets område, där den äldre sjukhusbyggnaden uppfördes och invigdes 1867. Per Ulrik Stenhammar var arkitekt och Axel Alm dess byggmästare.
I början mottogs ej sinnessjuka, eller sådana sjuka, som var störande för sin omgivning, detta skedde först efter en reform av verksamheten 1879. År 1891 togs en ny, av arkitekterna Magnus Isæus och Carl Sandahl ritad byggnad, Nya sjukhemmet, norr om Drottningholmsvägen i bruk som ursprungligen var avsedd för vård av personer med epilepsi eller för omgivningen störande sjukdom. 
År 1909 utvidgades sjukhemmet med en ny avdelning, som uppfördes på Skuru egendom i Nacka kommun utanför Stockholm.  Avdelningen på Skuru köptes dock 1922 av föreståndarinnan Mathilda Sundelin som fortsatte verksamheten fram till 1968 under namnet Solsunda vilohem.

## Nyare historik

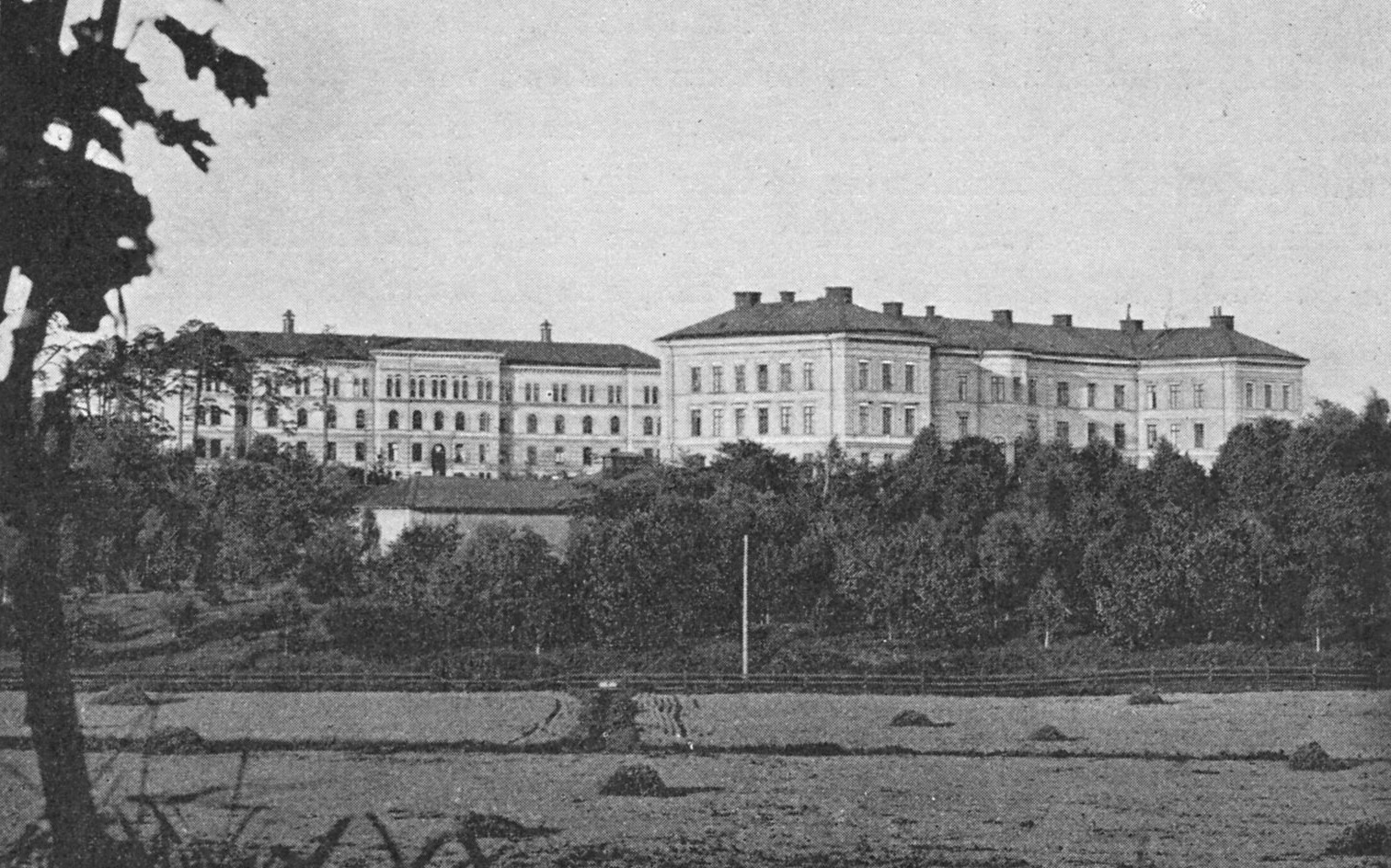
Stockholms sjukhem, det nyare till vänster, det äldre till höger, 1897.

Ursprungsbyggnaden från 1867 revs på 1950-talet i samband med om- och tillbyggnader. Då tillkom även ett friliggande kapell, som numera är k-märkt. Det invigdes i mars 1956 och är ritat av arkitekten Hakon Ahlberg. Färgsättningen är gjord enligt antroposofiskt synsätt. På 1990-talet genomfördes ytterligare tillbyggnader för sjukhusverksamheten avseende palliativ vård och rehabilitering. Då uppfördes de stora byggnadsenheterna i gult fasadtegel norr om 1890-tals huvudbyggnaden.
Under perioden 2011-2013 genomförde Stockholms Sjukhem en omfattande nybyggnation söder och väster om huvudbyggnaden mot Mariebergsgatan och Drottningholmsvägen. Nybyggnationen skedde på ytor som tidigare varit dels varit bebyggd med personalbostäder i form av fristående trevånings lamellhus som revs, dels på tidigare inhägnad parkmark. Den nya byggnaden är ett nytt vård- och omsorgsboende med en yta av cirka 20 000 m². 
Byggnaden är sex våningar hög och omfattar 102 lägenheter, med en boendeyta om 33 m², och modern standard med egen wc, dusch, tvättmaskin och pentry. Anläggningen var klar våren 2013 och det nya vård- och omsorgsboendet invigdes 18 september 2013 av Drottning Silvia. Arkitektfirman Tengbomgruppen har ritat det nya vård- och omsorgsboendet på uppdrag av Stockholms sjukhem. 

### Nutida bilder

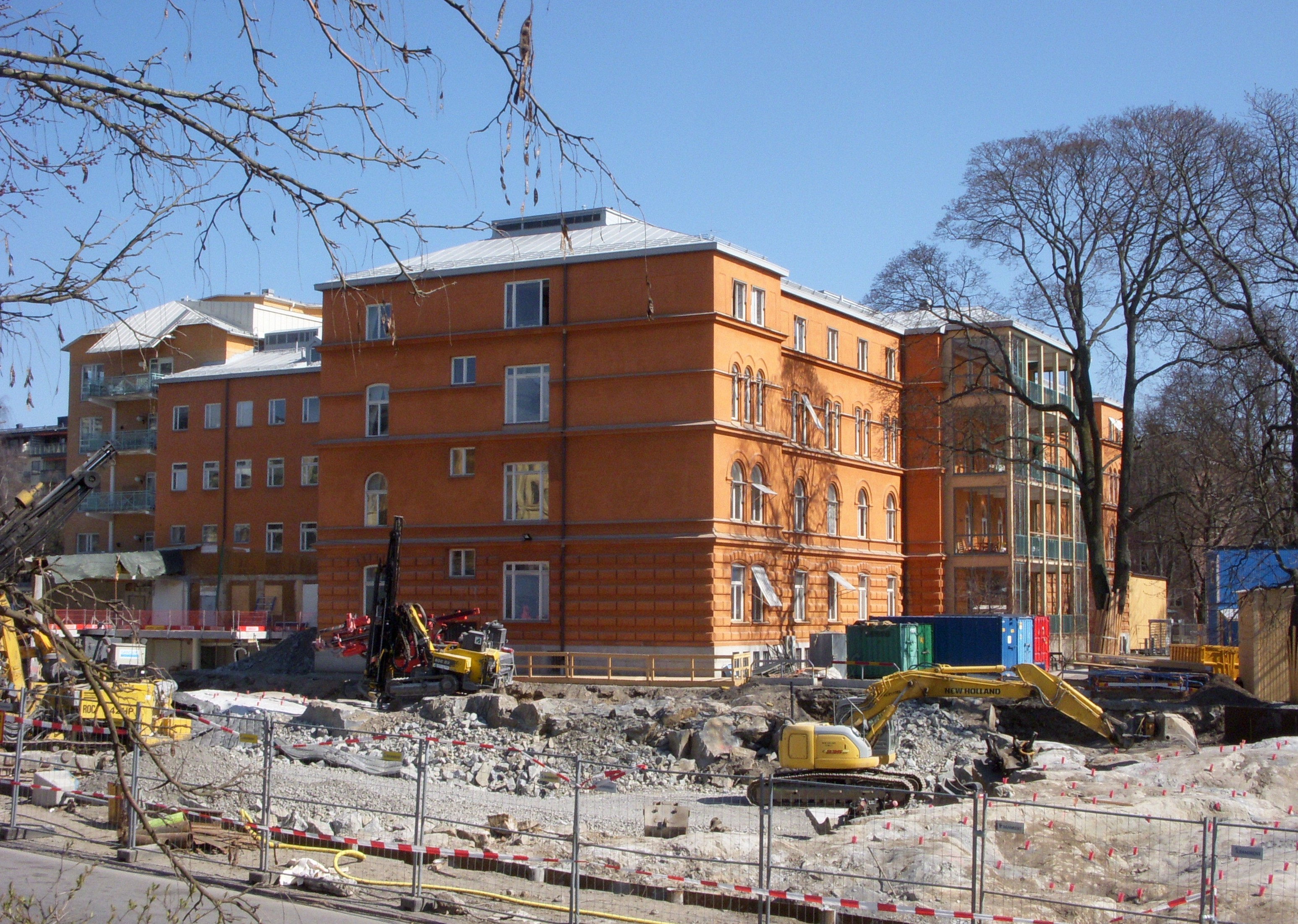
Huvudbyggnaden från 1891 i april 2011 med pågående tillbyggnadsarbeten i förgrunden.
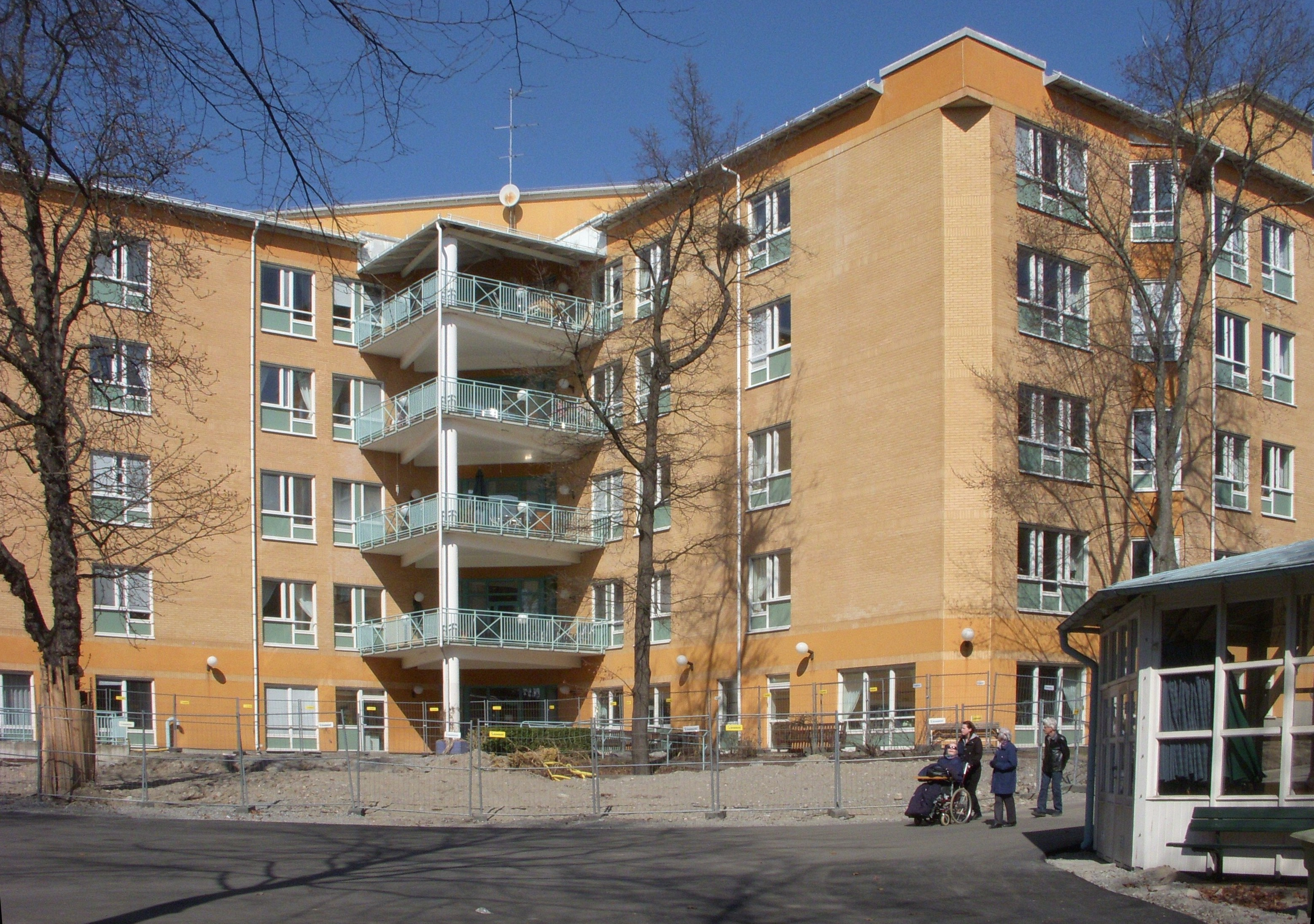
Bebyggelsen från 1990-talet ritad av HLLS arkitektkontor.
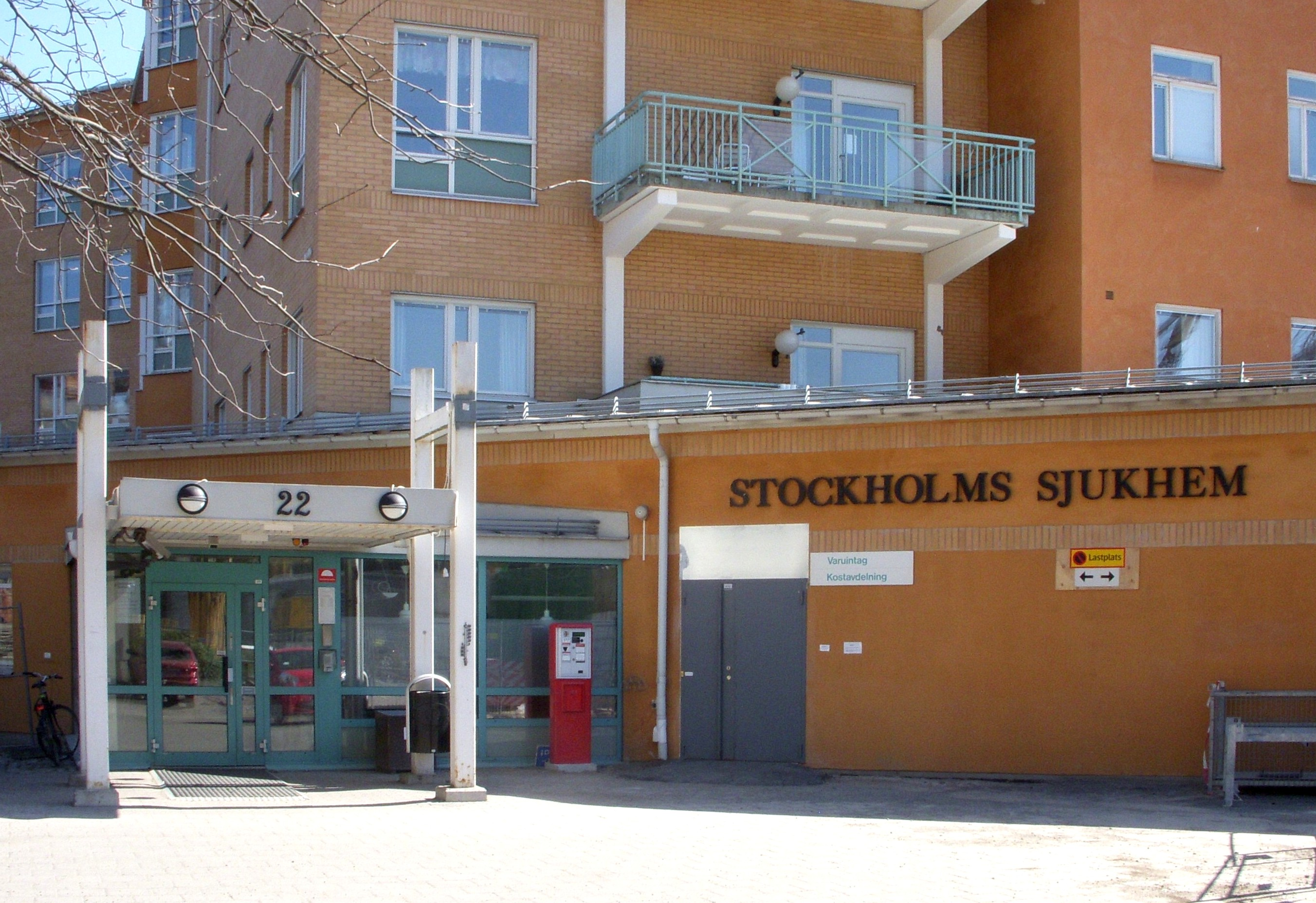
Entrén
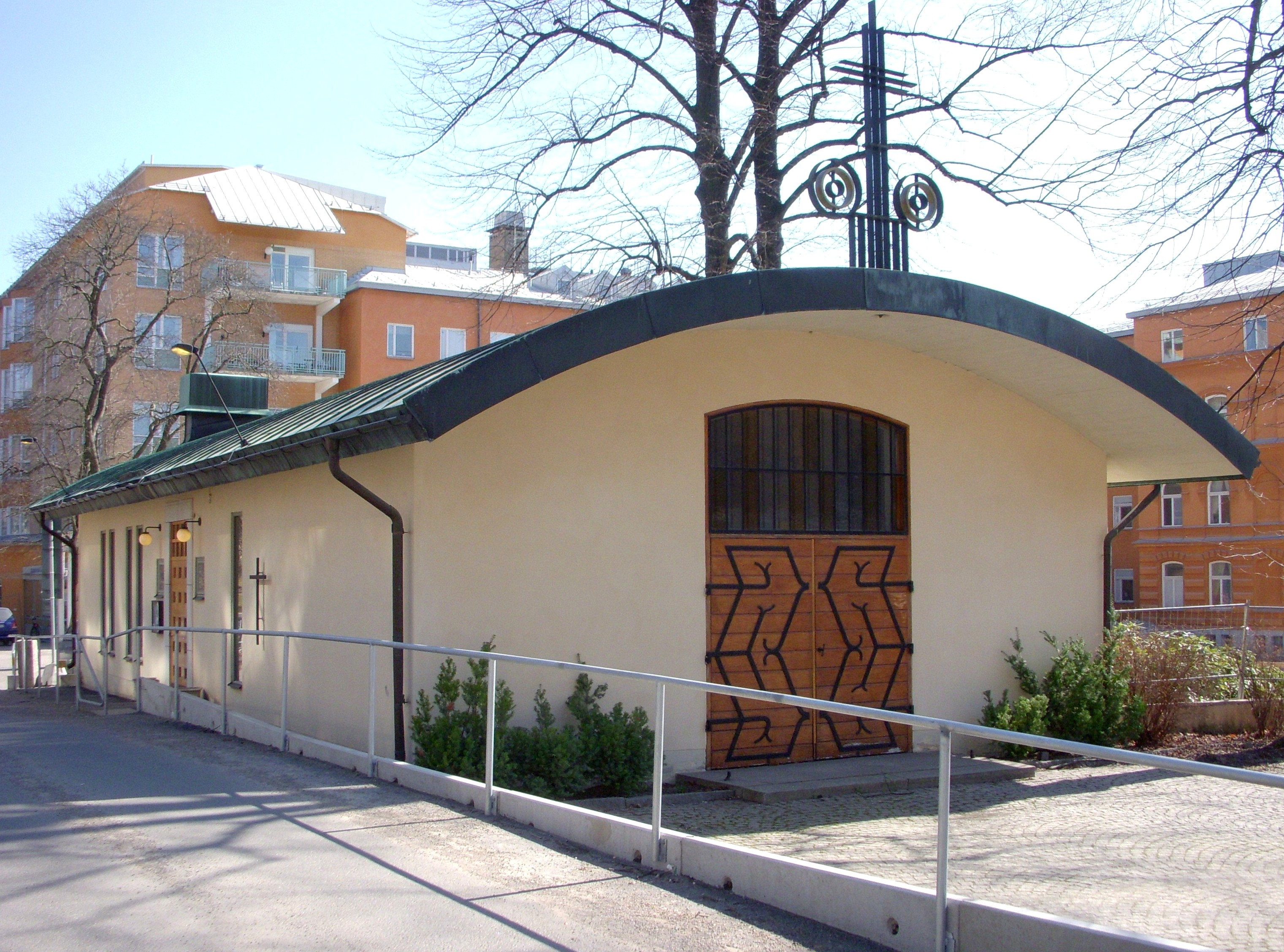
Kapellet, arkitekt Hakon Ahlberg